# Igor Němec (lingvista)
Igor Němec (12. června 1924, Kroměříž – 11. července 2005, Praha) byl český bohemista a slavista zabývající se především starou češtinou (její gramatikou, slovotvorbou a lexikologií) a historickou sociolingvistikou.

## Životopis
Na UK v Praze absolvoval v roce 1949 bohemistiku a slovanskou filologii (mj. u profesorů Bohuslava Havránka a Vladimíra Šmilauera), poté indoevropeistickou a etymologickou nástavbu u Václava Machka na MU v Brně. Od roku 1952 byl pracovníkem Ústavu pro jazyk český, od roku 1967 vedoucím oddělení historického jazyka tamtéž.
Byl jedním z autorů Staročeského slovníku a autorem jeho koncepce, v níž uplatnil vládnoucím režimem nevítaný strukturalistický přístup. Titul doktora věd získal roku 1969 na základě předložené práce Vývojové postupy české slovní zásoby (1968). Z politických důvodů byl na počátku 80. let předčasně penzionován. Po roce 1989 byl odborně rehabilitován, vrátil se i oficiálně do čela Staročeského slovníku, jehož redakci fakticky nikdy neopustil.[zdroj?] V roce 2004 obdržel Hlávkovu medaili.

## Dílo
- Seznam děl v Souborném katalogu ČR, jejichž autorem nebo tématem je Igor Němec (lingvista)

### Samostatně
- Vývojové postupy české slovní zásoby (1968)
- Rekonstrukce lexikálního vývoje (1980)

### Účast na kolektivních dílech
- Slova a dějiny (1980)
- Dědictví řeči (1986) (spolu s Janem Horálkem hlavní redaktor)
- Manuál lexikografie (Praha : H&H 1995)

### Výbory
- Práce z historické jazykovědy. Praha : Academia 2009. 512 str. (výbor článků s bibliografií a životopisným medailonem)